# Шаснон
Шаснон (фр. Chassenon) насеље је и општина у западној Француској у региону Поату-Шарант, у департману Шарант која припада префектури Конфолан.
По подацима из 2011. године у општини је живело 873 становника, а густина насељености је износила 37,18 становника/km². Општина се простире на површини од 23,48 km². Налази се на средњој надморској висини од 220 метара (максималној 262 m, а минималној 150 m).

## Демографија
| 1962. | 1968. | 1975. | 1982. | 1990. | 1999. | 2011. |
| ----- | ----- | ----- | ----- | ----- | ----- | ----- |
| 1.047 | 1.072 | 982   | 1.023 | 964   | 903   | 873   |

График промене броја становника у току последњих година